# Radomir Vukčević
Radomir Vukčević (ur. 15 września 1944 w Kninie, zm. 28 listopada 2014) – serbski piłkarz grający na pozycji bramkarza. W swojej karierze rozegrał 9 meczów w reprezentacji Jugosławii.

## Kariera klubowa
Karierę piłkarską Vukčević rozpoczął w klubie Hajduk Split. W sezonie 1963/1964 zadebiutował w nim w pierwszej lidze jugosłowiańskiej. W Hajduku grał do końca sezonu 1972/1973. W sezonie 1970/1971 wywalczył z Hajdukiem tytuł mistrza Jugosławii. Z klubem ze Splitu trzykrotnie zdobył Puchar Jugosławii w latach 1967, 1972 i 1973.
W 1973 roku Vukčević wyjechał z Jugosławii do Francji i został zawodnikiem drugoligowego klubu AC Ajaccio. W nim występował przez dwa sezony i po sezonie 1974/1975 zakończył swoją karierę sportową.
| Sezon   | Klub         | Kraj       | Rozgrywki  | Mecze | Bramki |
| ------- | ------------ | ---------- | ---------- | ----- | ------ |
| 1963/64 | Hajduk Split | Jugosławia | Prva liga  | 1     | 0      |
| 1964/65 | Hajduk Split | Jugosławia | Prva liga  | 25    | 0      |
| 1965/66 | Hajduk Split | Jugosławia | Prva liga  | 22    | 0      |
| 1966/67 | Hajduk Split | Jugosławia | Prva liga  | 28    | 0      |
| 1967/68 | Hajduk Split | Jugosławia | Prva liga  | 26    | 0      |
| 1968/69 | Hajduk Split | Jugosławia | Prva liga  | 6     | 0      |
| 1969/70 | Hajduk Split | Jugosławia | Prva liga  | 19    | 0      |
| 1970/71 | Hajduk Split | Jugosławia | Prva liga  | 25    | 0      |
| 1971/72 | Hajduk Split | Jugosławia | Prva liga  | 19    | 0      |
| 1972/73 | Hajduk Split | Jugosławia | Prva liga  | 11    | 0      |
| 1973/74 | AC Ajaccio   | Francja    | Division 2 | 30    | 0      |
| 1974/75 | AC Ajaccio   | Francja    | Division 2 | 1     | 0      |

## Kariera reprezentacyjna
W reprezentacji Jugosławii Vukčević zadebiutował 1 listopada 1967 roku w wygranym 2:1 towarzyskim spotkaniu z Holandią. W 1968 roku został powołany do kadry Jugosławii na Mistrzostwa Europy 1968, jednak na tym turnieju nie zagrał w żadnym meczu. Z Jugosławią wywalczył wicemistrzostwo Europy. W reprezentacji Jugosławii od 1967 do 1971 roku rozegrał 9 spotkań.
| Mecze i gole w reprezentacji | Mecze i gole w reprezentacji | Mecze i gole w reprezentacji | Mecze i gole w reprezentacji | Mecze i gole w reprezentacji | Mecze i gole w reprezentacji | Mecze i gole w reprezentacji |
| #                            | Data                         | Stadion                      | Rywal                        | Wynik                        | Gol                          | Rozgrywki                    |
| 1967                         | 1967                         | 1967                         | 1967                         | 1967                         | 1967                         | 1967                         |
| ---------------------------- | ---------------------------- | ---------------------------- | ---------------------------- | ---------------------------- | ---------------------------- | ---------------------------- |
| 1.                           | 01.11.1967                   | Rotterdam, Holandia          | Holandia                     | 2:1                          | 0                            | towarzyski                   |
| 2.                           | 12.11.1967                   | Belgrad, Jugosławia          | Albania                      | 4:0                          | 0                            | el. ME 1968                  |
| 1968                         |                              |                              |                              |                              |                              |                              |
| 3.                           | 25.06.1968                   | Belgrad, Jugosławia          | Brazylia                     | 0:2                          | 0                            | towarzyski                   |
| 1971                         |                              |                              |                              |                              |                              |                              |
| 4.                           | 04.04.1971                   | Split, Jugosławia            | Holandia                     | 2:0                          | 0                            | el. ME 1972                  |
| 5.                           | 21.04.1971                   | Nowy Sad, Jugosławia         | Rumunia                      | 0:1                          | 0                            | towarzyski                   |
| 6.                           | 09.05.1971                   | Lipsk, NRD                   | NRD                          | 2:1                          | 0                            | el. ME 1972                  |
| 7.                           | 18.07.1971                   | Rio de Janeiro, Brazylia     | Brazylia                     | 2:2                          | 0                            | towarzyski                   |
| 8.                           | 01.09.1971                   | Budapeszt, Węgry             | Węgry                        | 1:2                          | 0                            | towarzyski                   |
| 9.                           | 22.09.1971                   | Sarajewo, Jugosławia         | Meksyk                       | 4:0                          | 0                            | towarzyski                   |